# Hemerodromia concava
Hemerodromia concava är en tvåvingeart som beskrevs av Yang 1988. Hemerodromia concava ingår i släktet Hemerodromia och familjen dansflugor. Inga underarter finns listade i Catalogue of Life.